# 3673 Levy
3673 Levy è un asteroide della fascia principale. Scoperto nel 1985, presenta un'orbita caratterizzata da un semiasse maggiore pari a 2,3449252 UA e da un'eccentricità di 0,1847256, inclinata di 7,08894° rispetto all'eclittica.
L'asteroide si è rivelato un sistema binario con un periodo di 21,6 ore.